# グレース・ミラベラ
グレース・ミラベラ（Grace Mirabella、1929年 - 2021年12月23日）は、アメリカ合衆国のファッション関係の編集者。雑誌『ヴォーグ』の元編集長（1971年-1988年）。雑誌『ミラベラ』創刊者。『ヴォーグ』編集長を務めた70年代から80年代にかけて、それまでの華やかで高級志向の雑誌から、現実生活に即したリアル・ライフなファッション雑誌へと方向転換し、発行部数を飛躍的に伸ばしたことで知られる。

## 経歴
イタリア移民の両親のもと、ニュージャージー州ニューアークで生まれる。スキッドモア・カレッジで経済学を専攻し、1950年卒業。小売業界大手メイシーズの管理職トレーニング・プログラムを受けた後、サックス・フィフス・アベニューでセールスプロモーションのアシスタントを務める。1952年、コンデナスト・パブリケーションズに入社し、『ヴォーグ』の編集者となった。1963年、伝説的ファッション編集者ダイアナ・ヴリーランドが編集長となった後、彼女の片腕としてアシスタントを長きに渡って務めた。1971年、ヴリーランドに代わる形で編集長に昇格。以後、アナ・ウィンターに代わる1988年までの17年の間、編集長を務めた。1990年、ルパート・マードックのもと、自らの名前を冠したファッション雑誌『ミラベラ』を創刊。

## 著書
（邦訳されているもの）
- 『ヴォーグで見たヴォーグ』 実川元子訳（文春文庫）文藝春秋、1997年
- 『Tiffany&Co.』伊藤延司訳、光琳社出版、1997年